# Thirteen (пісня)
Thirteen (дослівно з англ. thirteen — тринадцять) — пісня американського рок-гурту Big Star. Випущена 1972 року в альбомі #1 Record. Ця пісня потрапила до списку 500 найкращих пісень усіх часів за версією журналу Rolling Stone. Журнал охарактеризував її «одним із прекраснійших свят юності в рок-музиці».